# افلیا لاویبوند
افلیا لاویبوند (به انگلیسی: Ophelia Lovibond) یک بازیگر انگلیسی است.
او در فیلم شلیک مرگ بازی کرده است.

## کودکی
افلیا لاویبوند از کودکی در همراسمیت، لندن زندگی می‌کرد و به مدرسه لتیمر رفت. او به دانشگاه ساسکس برای خواندن ادبیات انگلیسی رفت و در سال ۲۰۰۵ فارغ‌التحصیل شد.